# Elitserien i handboll för herrar 2009/2010
Elitserien i handboll för herrar 2009/2010 är Sveriges högsta division i handboll för herrar säsongen 2009/2010.
Säsongen inleddes söndagen den 20 september 2009 med matcherna mellan Alingsås HK och Redbergslids IK samt IF Guif och HK Drott. Serien avslutades onsdagen den 17 mars 2010. Alla lag hade då mötts två gånger, en på hemmaplan och en på bortaplan.

## Deltagande lag
Från Elitserien 2008/2009 (10 lag)
- Alingsås HK
- IF Guif
- H43 Lund
- Hammarby IF
- LIF Lindesberg
- LUGI HF
- Redbergslids IK
- IFK Skövde
- IK Sävehof
- Ystads IF

Från Elitseriekval (2 lag)
- HK Drott (kvar i Elitserien)
- OV Helsingborg (upp från Allsvenskan)

Från Allsvenskan 2008/2009 (2 lag)
- IFK Kristianstad
- HK Malmö

## Tabell
| Nr | Lag                  | S  | V  | O | F  | GM  | IM  | MS   | P  |
| -- | -------------------- | -- | -- | - | -- | --- | --- | ---- | -- |
| 1  | IK Sävehof           | 26 | 19 | 3 | 4  | 813 | 690 | +123 | 41 |
| 2  | Alingsås HK (RM)     | 26 | 16 | 3 | 7  | 727 | 671 | +56  | 35 |
| 3  | IF Guif              | 26 | 17 | 0 | 9  | 798 | 722 | +76  | 34 |
| 4  | Ystads IF            | 26 | 16 | 0 | 10 | 779 | 749 | +30  | 32 |
| 5  | HK Drott             | 26 | 14 | 3 | 9  | 697 | 660 | +37  | 31 |
| 6  | Hammarby IF          | 26 | 11 | 3 | 12 | 744 | 726 | +18  | 25 |
| 7  | IFK Skövde           | 26 | 11 | 3 | 12 | 723 | 734 | −11  | 25 |
| 8  | HK Malmö (U)         | 26 | 12 | 1 | 13 | 702 | 728 | −26  | 25 |
| 9  | Redbergslids IK      | 26 | 11 | 2 | 13 | 790 | 778 | +12  | 24 |
| 10 | Lugi HF              | 26 | 11 | 2 | 13 | 715 | 755 | −40  | 24 |
| 11 | IFK Kristianstad (U) | 26 | 10 | 1 | 15 | 665 | 720 | −55  | 21 |
| 12 | LIF Lindesberg       | 26 | 9  | 1 | 16 | 698 | 745 | −47  | 19 |
| 13 | H43                  | 26 | 6  | 5 | 15 | 660 | 718 | −58  | 17 |
| 14 | OV Helsingborg (U)   | 26 | 5  | 1 | 20 | 677 | 792 | −115 | 11 |

## SM-slutspel

### Slutspelsserie
Kvartsfinalerna var detta år ersatta av en slutspelsserie. De åtta bästa lagen i elitserien delades in i två grupper och mötte varandra hemma och borta. Gruppsegraren i den ena gruppen mötter tvåan i den andra och vice versa. I de två grupperna började vissa lag med bonuspoäng baserade på placeringen i elitserien. Dessa poäng fördelades enligt följande:
- Lag 1 och 2 i elitserien: 3 extra poäng
- Lag 3 och 4 i elitserien: 2 extra poäng
- Lag 5 och 6 i elitserien: 1 extra poäng
- Lag 7 och 8 gick vidare till slutspelsserien utan bonuspoäng.

De två grupperna utgjordes av lag 1, 4, 6 och 8 i den ena gruppen och lag 2, 3, 5 och 7 i den andra. I varje grupp fanns alltså ett lag med 3 extra poäng, ett lag med 2, ett lag med 1 och ett lag som började på 0 poäng.
Slutställning i slutspelsserierna:
Slutspelsserie grupp 1
| Nr | Lag         | S | V | O | F | GM  | IM  | MS  | P  |
| -- | ----------- | - | - | - | - | --- | --- | --- | -- |
| 1  | IK Sävehof  | 6 | 5 | 0 | 1 | 191 | 163 | +28 | 13 |
| 2  | Ystads IF   | 6 | 3 | 1 | 2 | 172 | 170 | +2  | 9  |
| 3  | Hammarby IF | 6 | 2 | 0 | 4 | 160 | 180 | −20 | 5  |
| 4  | HK Malmö    | 6 | 1 | 1 | 4 | 160 | 170 | −10 | 3  |

Slutspelsserie grupp 2
| Nr | Lag         | S | V | O | F | GM  | IM  | MS  | P  |
| -- | ----------- | - | - | - | - | --- | --- | --- | -- |
| 1  | HK Drott    | 6 | 5 | 0 | 1 | 171 | 147 | +24 | 11 |
| 2  | IF Guif     | 6 | 4 | 0 | 2 | 178 | 169 | +9  | 10 |
| 3  | Alingsås HK | 6 | 3 | 0 | 3 | 172 | 160 | +12 | 9  |
| 4  | IFK Skövde  | 6 | 0 | 0 | 6 | 153 | 198 | −45 | 0  |

Det förekom mycket kritik mot det nya slutspelsformatet och det är ännu oklart hur det blir till säsongen 2010/2011. En stor del av kritiken kom av att de olika grupperna inte spelade sin sista omgång samma dag. Den ena gruppen kunde alltså spela på den färdiga gruppens resultat. Även om tanken med det nya systemet var att det skulle bli fler matcher så riktades kritik mot att matcherna istället kunde bli meningslösa. Som exempel kan nämnas att den sista matchen mellan Hammarby och Malmö sågs av endast 476 personer.

## SM-slutspelet
|  | Semifinaler | Semifinaler | Semifinaler | Semifinaler | Semifinaler | Semifinaler |            |            | Final      | Final      | Final      | Final | Final | Final |
|  |             |             |             |             |             |             |            |            |            |            |            |       |       |       |
|  | 0           |             |             |             |             |             |            |            |            |            |            |       |       |       |
|  |             |             |             |             |             |             |            |            |            |            |            |       |       |       |
|  | IK Sävehof  | IK Sävehof  | IK Sävehof  | 33          | 30          | 33          |            |            |            |            |            |       |       |       |
|  | IK Sävehof  | IK Sävehof  | IK Sävehof  | 33          | 30          | 33          | 0          |            |            |            |            |       |       |       |
|  | IF Guif     | IF Guif     | IF Guif     | 23          | 28          | 27          |            |            |            |            |            |       |       |       |
|  | IF Guif     | IF Guif     | IF Guif     | 23          | 28          | 27          | IK Sävehof | IK Sävehof | IK Sävehof | IK Sävehof | IK Sävehof | 30f   |       |       |
|  | 0           |             |             |             |             |             | IK Sävehof | IK Sävehof | IK Sävehof | IK Sävehof | IK Sävehof | 30f   |       |       |
|  |             | HK Drott    | HK Drott    | HK Drott    | HK Drott    | HK Drott    | 28         |            |            |            |            |       |       |       |
|  | Ystads IF   | HK Drott    | HK Drott    | HK Drott    | HK Drott    | HK Drott    | 28         | 27         | 29         | 28         | 25         | 27    |       |       |
|  | Ystads IF   |             |             |             |             |             |            | 27         | 29         | 28         | 25         | 27    |       |       |
|  | HK Drott    | 30          | 24          | 27          | 26          | 34          |            |            |            |            |            |       |       |       |
|  | HK Drott    | 30          | 24          | 27          | 26          | 34          |            |            |            |            |            |       |       |       |

### Semifinaler
Semifinalerna spelades i bäst av fem matcher.
| Datum                                 | Match          | Resultat | Publik |
| ------------------------------------- | -------------- | -------- | ------ |
| IK Sävehof - IF Guif (3 - 0)          |                |          |        |
| 20 april                              | Sävehof - Guif | 33 - 23  | 1 785  |
| 22 april                              | Guif - Sävehof | 28 - 30  | 2 035  |
| 26 april                              | Sävehof - Guif | 33 - 27  | 2 000  |
| Ystads IF - HK Drott Halmstad (2 - 3) |                |          |        |
| 21 april                              | Ystad - Drott  | 27 - 30  | 2 222  |
| 24 april                              | Drott - Ystad  | 24 - 29  | 3 496  |
| 27 april                              | Ystad - Drott  | 28 - 27  | 1 881  |
| 29 april                              | Drott - Ystad  | 26 - 25  | 2 624  |
| 2 maj                                 | Ystad - Drott  | 27 - 34  | 2 320  |

### Final
| Datum               | Match                          | Resultat               | Publik |
| ------------------- | ------------------------------ | ---------------------- | ------ |
| Final i Malmö Arena |                                |                        |        |
| 8 maj               | IK Sävehof - HK Drott Halmstad | 23 - 23 (30 - 28 e.f.) | 11 422 |
SM-finalen spelades den 8 maj 2010 i Malmö Arena mellan IK Sävehof och HK Drott Halmstad. Sävehof vann efter förlängning med 30-28, 23-23 vid full tid.

## Svenska mästare 2009/2010
IK Sävehof blev 2010 svenska mästare för tredje gången, efter finalseger mot HK Drott Halmstad.
Tränare: Rustan Lundbäck
Spelare
- 1. Thomas Forsberg
- 12. Daniel Bergquist

- 2. Robert Johansson
- 5. Erik Jakobsson
- 6. Andreas Ungesson
- 8. Jesper Nielsen
- 10. Victor Fridén
- 11. Erik Fritzon
- 13. Marcus Tobiasson
- 14. Tobias "Rumän" Johansson
- 15. Victor Axmalm
- 18. Simon Brännberg
- 19. Jonathan Stenbäcken
- 21. Tobias Albrechtson
- 22. Eric Forsell-Schefvert
- 23. Viktor "Kif" Ottosson
- 24. Johan Jakobsson
- 25. Alexander Stenbäcken
- 26. Niclas Barud
- 29. Emil Berggren

## Statistik och utmärkelser

### Skytteligan
- Zoran Roganović, H43 Lund - 26 matcher, 168 mål[2]

### All Star Team
- Målvakt: Thomas Forsberg, IK Sävehof
- Högersexa: Niclas Ekberg, Ystads IF
- Mittsexa: Erik Fritzon, IK Sävehof
- Vänstersexa: Mathias Tholin, Eskilstuna Guif
- Högernia: Albin Tingsvall, Hammarby IF
- Mittnia: Gunnar Steinn Jónsson, HK Drott Halmstad
- Vänsternia: Sebastian Seifert, Ystads IF

### Övriga priser
- Årets försvarsspelare: Linus Nilsson, Ystads IF
- Årets tränare: Ulf Sivertsson, HK Drott Halmstad
- Mest effektiva spelare (Most Effective Player): Erik Fritzon, IK Sävehof (118,9 MEP-poäng)